# 243000 Katysirles
243000 Katysirles è un asteroide della fascia principale. Scoperto nel 2006, presenta un'orbita caratterizzata da un semiasse maggiore pari a 3,1860135 UA e da un'eccentricità di 0,0540452, inclinata di 10,42435° rispetto all'eclittica.